# Punta Este
Punta Este (spanisch für Östliche Spitze) ist eine Landspitze des Kap Shirreff im Norden der Livingston-Insel im Archipel der Südlichen Shetlandinseln. Sie liegt unmittelbar südöstlich des Punta Boreal.
Wissenschaftler der 45. Chilenischen Antarktisexpedition (1990–1991) benannten sie nach ihrer geographischen Lage.